# 台灣世代教育基金會
台灣世代教育基金會，是陳明文等人於2016年所組織的智庫。創始成員包含蔡易餘、黃承國、王美惠、翁章梁、陳冠廷、吳玉琴等，其基金會主要探討公共事務，國家政策之研究、諮詢、倡議以及在培養政府人才方面。

## Global Taipei Dialogue
2020年9月17日，舉辦Global Taipei Dialogue：台灣及世界之健保政策
2020年12月23日，舉辦Global Taipei Dialogue：亞洲媒體的言論自由、心理健康與社會安全網，並邀請立法委員吳玉琴、王婉諭一同參與。
2021年3月27日，舉辦Global Taipei Dialogue：表演藝術與多語言主義，邀請比利時辦事處與國家兩廳院共同舉辦。
2021年4月27日，舉辦Global Taipei Dialogue：環境治理與軟實力，邀請國立臺灣師範大學地理學系主任林宗儀博士、政大創新學院訪問學人、環境教育家提姆·舒茨 (Tim Schütz)及Ghost Island Media的主持人內特·梅納德（Nate Maynard）進行專題演講與討論。
2021年6月23日，與臺灣亞洲交流基金會 Taiwan-Asia Exchange Foundation 共同舉辦的第十屆全球台北論壇 Global Taipei Dialogue X，探討新南向教育交流的挑戰與願景。
2021年8月27日，舉辦Global Taipei Dialogue，探討全球疫情下的移工處境，並邀請媒體工作者簡永達、桃園市群眾服務協會移工政策處主任汪英達進行專題演講，並由桃園市新住民協會林桂金女士與越南移工移民辦公室阮文雄神父進行評論。
2021年9月30日，舉辦Global Taipei Dialogue，探討台灣影視軟實力，並邀請國際橋牌社製作人汪怡昕與南非電影紀錄片導演歐陽峰 （Tobie Openshaw）等影視工作者進行討論。
2021年11月30日，與臺灣亞洲交流基金會 Taiwan-Asia Exchange Foundation 舉辦第十三屆全球臺北論壇，探討國際間對台灣之印象，並邀請 Taiwan Plus 新聞部副主任 Andrew Ryan 阮安祖、天下雜誌英文網站主編暨資深撰述劉光瑩、中央廣播電臺外語部統籌譚雲福與德國之聲記者蔣曜宇等外文記者分享相關經驗。
2022年1月18日，舉辦Global Taipei Dialogue，探討智慧城市與台灣國際空間。

## 青年培訓
2020年11月-2020年1月，舉辦「世代之聲」公共政策及外交寫作人才培訓計畫
2020年1月，舉辦嘉義青年領導力培訓營。

## 國會外交
2020年11月9日，舉辦《台印教育交流座談》，與印尼國家使命黨國會議員 M. Ali Taher 針對兩國國會交流互訪，以及未來在獎學金暨訪問學人計畫進行合作對談。
2020年11月25日，舉辦台灣世代智庫年會，由立法委員羅致政開場，並邀請立法委員陳明文、吳玉琴及駐台相關使節，包含波蘭臺北辦事處、加拿大駐台北貿易辦事處、以色列駐台辦事處、比利時台北辦事處、美國在台協會 American Institute In Taiwan、日本台灣交流協會、英國文化協會、澳洲辦事處、索馬利蘭駐台辦事處，一同參與分享台灣世代教育基金會之工作成果。
2020年12月18日，舉辦《金日成的孩子們》（英語：KIM IL SUNG’s Children）紀錄片台灣首映會，並邀請導演金德英視訊座談。
2020年12月22日，舉辦《日本政治觀察：菅首相對外政策座談會》、《日本政治觀察：拜登上任後美日印太戰略分析》座談會，邀請台灣世代高級研究員莎娜博士（Sana Hashmi）、澳洲國立大學亞太學院講師宋文笛與政治大學日本研究碩士學位學程教授石原忠浩一同探討美國大選後，拜登政權對於印太戰略及日中關係轉移及變化，台灣世代教育基金會執行長陳冠廷表示，未來印太間競合關係將加劇，各國在此區域必須有相對應的做法。
2021年4月19日，與國策院協辦 【美日峰會與台海有事】論壇，會中陳冠廷表示，美日台三方可以透過增加海上執法合作、增加台、美軍事部隊以及日本自衛隊的協同作業能力，隨時保持三方擁有清楚且一致的底線。同時，保持與中國方面的溝通管道，以免誤判情勢。
2021年7月21日，與全球性的歐洲媒體平台 9Dashline 舉辦 Transparency, Trust, Taiwan 系列研討會，提高來自歐洲的決策者、學者及專家對臺灣的認識以及向臺灣-印太地區的受眾強調台歐關係牢固的重要性。與亞洲自由民主聯盟舉辦青年政治學院，匯聚來自於亞洲11個國家共30名青年領袖一同學習，來強化年輕世代的政治參與，並促進參與式民主。
2021年7月30日，與亞太青年協會舉辦線上論壇「青年talk時事-冠廷面對面『從美中新冷戰淺談當前台灣的戰略選擇』」，邀請日本媒體人野島剛與台大政治系教授明居正對談。
2021年8月26日，與 9Dashline 舉辦第二場次的 Transparency, Trust, Taiwan 研討會，探討台灣城市外交空間，並邀請高雄市政府與美國西雅圖市政府進行對談。
2021年9月8日，由國策研究院主辦、台灣世代智庫及當代日本研究學會共同協辦，「台日2+2對話與台日中三角關係」座談會。並邀請民進黨立委蔡適應、國防大學中共軍事事務研究所所長馬振坤、國防安全院蘇紫雲所長以及多名學者，台灣世代智庫由陳冠廷、共同討論台日應對中國威脅的互動關係。
2021年9月18日，與福和會、Here I Stand Project、台灣美日民間交流協會及日本中亞研究所共同舉辦亞太自由青年開講系列：「中共百年治下的人權現況」活動。
2021年10月27日，與 9Dashline 舉辦第三場次的 Transparency, Trust, Taiwan 研討會，探討台灣與科技實力：關鍵技術的合作夥伴，並邀請前外交部長，現任外貿協會董事長黃志芳一同參與討論。
2021年12月21日，邀請無國界記者組織、歐洲價值安全研究中心與美國國際民主協會，分享現在國際社會在安全、民主面臨的挑戰，與會來賓包含立法委員羅致政、蔡易餘、王美惠、管碧玲、陳亭妃、林岱樺、吳玉琴、陳歐珀與陳明文等。

## 外部連結
- 台灣世代教育基金會 （页面存档备份，存于）
- 台灣世代臉書 （页面存档备份，存于）
- 台灣世代推特 （页面存档备份，存于）
- 台灣世代IG
- 台灣世代Youtube （页面存档备份，存于）